# 西欧の服飾 (17世紀)
17世紀の西欧の服飾（せいおうのふくしょく）では、17世紀のフランスを中心とする西ヨーロッパ地域の服装を扱う。

## 特徴
17世紀最初の二十年ほどは、16世紀とほとんど変わらないスペイン風ファッションが主流であったが、動き辛く煩わしいフレーズ（英語ではラフ。襞襟）の軽量化や、正面が開いてブラゲット（英語ではコッドピース）という布で隠していたオー・ド・ショース（半ズボン）の両脚部分が現在のズボンと同じように繋げて仕立てられるなど改良が進められたものもあった。
この時期のファッションは、男性の場合、半ズボンやプールポアン（英語ではダブレット。上衣）に詰め物をして、女性の場合はコルセットで胴を締めあげ籐などでできた枠（ベルチュガダン、英語ではファージンゲール）でスカートを大きく膨らませ、さらに大きな襞襟を付ける非常に動きづらいものであった。
各地で戦乱が激しくなる1630年ごろから、男性のファッションからは襞襟や詰め物が消え、アレクサンドル・デュマの『三銃士』の挿絵に描かれるような、より動きやすく自由な印象の服装が主流になる。
ファッションを牽引していたスペインは弱体化し、スペインから独立を勝ち取りつつあった新興国オランダの富裕市民の衣装が流行した。
当時マントと呼ばれたケープの一種やブーツなど農民や兵士の野外での服装だったものが、宮廷のサロンや舞踏会でも身につけられるようになった。
上衣は徐々に短くなっていき、半ズボンは膝下丈となり、運動しやすいゆとりをもたせたものとなった。
女性の場合、やや遅れて1640年代にコルセットやスカート枠が廃れはじめ、スカートを重ねて膨らませパントゥフルというスリップオン式の靴を履くより軽やかなファッションが主流になる。
コルセットはボディスと一体化するなど、ゆるやかになる。
騎士たちには長髪と髭が流行して、レースのカフスやカノン（膝飾り）全身にギャランというリボン束を身につける華やかな格好をした。
その極地として、1650年代ごろからオードショースの上にラングラーヴ（英語ではペティコートブリッチズ。つまりスカートのような半ズボン）というリボンを飾ったほとんどスカートに見えるキュロットスカートを穿く流行が生まれる。
しかし、17世紀を代表するのは1661年から始まるルイ14世の親政をきっかけに生まれた、バロックスタイルと呼ばれるフランスファッションである。
フランスファッションはイタリアに素材を依存していたスペインファッションと違い、最初から国内のモード産業による利益を意識していた。
1627年に重商主義政策をとったリシュリューによって、「金襴、銀襴、レース、モール、ビロードの輸入禁止令」が出され、続いて1633年にはより厳しい「金紐、銀紐、金銀織物、サテン、ビロード、金銀刺繍、縁飾りの禁止令」が出された。
この時期のこれら贅沢な織物や装飾は、多くがイタリアなどからの輸入品であったため国の財政を守るための措置であった。
リシュリューの後を継いだマザランも厳しい禁止令を引き継ぎ、1644年には「華美なる刺繍、金銀織物の禁止令」を発布している。
マザランの後継者であり、財務総監となってフランスのモード産業の基礎を築いたコルベール（ラシャ商人の家に生まれる）は「フランスにとってのモード産業はスペインにとってのペルーの銀山である。」とモード産業の重要性を述べている。
1667年には、諸国の王や貴族の美麗な衣装への要求を満たす、リヨン王立織物製作所と王立レース工場が相次いで設立されている。
また、華麗な衣装に不可欠なシルクのための養蚕業がこのころリヨン近郊の農村を中心に軌道に乗っていた。
この時代、フランスでは1672年に最新ファッションの版画を載せた世界初のファッション誌『メルキュール・ギャラン』が創刊され、パンドラ（正装の大パンドラと日常着の小パンドラの二種がある）と呼ばれるマネキンにパリの最新流行の衣装を着せてヨーロッパ中に送り最新モードを知らしめた。
1670年ごろから、フランス貴族の衣服と言って現在連想されるような衣装、ジュストコール・ヴェスト・キュロットの一式が確立し始める。
女性の髪型や服の作りは有力なサロンの女主人（多くはルイ14世の愛人や女友達であった）に影響され、目まぐるしく細かな変化を起こしている。
新しい布地の登場に関しては、インドから輸入された華やかなプリントの木綿布「アンディエンヌ」が貴族の部屋着として大流行したほか、このインド更紗の模造品がプロヴァンスで製造されるようになった。
フランスではシルクの国産化が進んだため、キャムレット（アンゴラヤギやヒツジやラクダの毛とシルクを交織した平織の服地）やボンバジン（シルクと羊毛を交織した綾織の服地）やトビン（モアレ模様のタフタ）やカルテック（服の裏地に使う薄いシルク）などが市場に出回る。

## 男子の服飾
1620年代までのスペインファッションの様子は、西欧の服飾 (16世紀)を参照。特徴としては服にきつく詰め込まれた詰め物と固い飾り襟によって威儀を正す、大変格式ばって動きにくいものであった。
1630年代頃には世俗世界ではほぼ完全にスペインスタイルが駆逐され、騎士達の間でより柔軟で活動的なファッションが主流となる。
タマネギのように膨れていたオードショースは詰め物が取れ、レースの付いたリボンや飾りボタンで膝下で裾を留めた上から「カノン」というレースの膝留めを飾った。
生地に切れ込みを入れて飾るプールポアンは引き続き着られたが、腹に詰められていた詰め物が廃れて自然な体の線を描き、袖丈や着丈は徐々に短くなって、服の内側で結んでいた「エギュイエット」（オードショースを吊るリボン）は鳩目を通して外側で結ばれてリボン飾りの役割も果たした。
そして、襟は柔らかく垂れさがった通称「ルイ13世襟」を付け、コラーという袖のない革の上着、爪先の尖った膝丈のブーツ（後に上部を大きく折り返した腿丈のブーツ）、宝石を飾った剣、マントルというケープ型の外套を片方の肩に引っかけ、「レスポンダン（感応）」という鍔の大きく広がったフェルト帽をかぶった。
この時期からのファッションには豪奢な毛皮や金糸銀糸の重厚な刺繍よりも、「ギャラント」という色鮮やかなリボン束が好まれてあちこちに飾られるようになる。
1661年、長くフランス政界を支配した宰相マザランの死により、17世紀を代表するファッションリーダーであるルイ14世の親政が始まる。
この頃、17世紀の初頭に比べて袖丈はおよそ三分の二、着丈は半分程度とプールポアンは極端に短くなっていた。
防寒のために、ドロワーズというゆったりしたパンツ、カミソルというシュミーズの下に着るシュミーズや、兵士の外套から発展したジュストコールという上着、部屋着としてヴェストと言う丈の長い長袖の中着が着られるようになり、プールポアンは衰退していく。
また、ルイ14世は脚が美しいことを常々自慢にしており、ハイヒールを履いて脚の長さを強調した。
髪が薄かったルイ13世が着用し始めたかつらは、小柄だったルイ14世によって巻き毛を背や胸に長く垂らし頭を高く盛り上げた「アロンジュ」という大仰なものへと変化している。
レスポンダン帽はかつらの邪魔になる広いつばを折り返すようになり、「トリコルヌ」（三角帽）へと変化した。
こうして、1680年代頃にフランス宮廷衣装を代表するジュストコール・ヴェスト・キュロットの一揃いとハイヒール・トリコルヌという、18世紀の革命期まで多少の変遷を経て受け継がれる華やかなファッションが定着した。

### 庶民の服装
農夫や樵たちはおおよそ17世紀を通して、シュミーズの腕をまくり上げ、昔ながらの「ホーズ」（長ズボン）か、ブリーチェス（ニッカーボッカー風の短いズボン）を穿いている。
農夫達は、時には頭巾を被り、種まきの時に籾を入れたり手を拭うのに便利な短いエプロンを締めていた。
また、防寒用にジャケット風の外套を着ることもあり、ドイツの農民の間ではこうしたジャケットを「ロック」、イギリスでは「ジャク」と呼んでいた。
ロックは兵士の防寒着にもなっており、フランスではこの兵士の外套を「カザック」と呼んで広く着るようになり、後に「ジュストコル」という宮廷用の外套の起源となる。
長く髪を伸ばすことはかつて貴族の特権であったので、髪はだいたい短く刈り込んでいた。
領主たちの下で羊を追う羊飼いたちは古風な服装を守っており、シュミーズの上に古風なゆったりした飾り気のないプールポアンを着てブリーチェスを穿く。
防寒のため「クローク」（釣鐘型の長いマント）を羽織って、ブーツを穿き、平らなクラウン（帽子の頭が収まる部分。帽子の山）と狭い鍔をもったフェルト帽をかぶった。
農家から買い上げた牛乳を街に売りに行く牛乳屋は、ジャケットにキュロットを穿き、大きなボタンのついたブーツと平らな帽子、ミルク缶を荷馬車から積み下ろしするために膝まで覆う長いエプロンを身に付けた。
農村に住む庶民の中でも、ワイン作りの親方はプールポアンに膝丈のブリーチェスを穿いて革のエプロンを締め、17世紀を通じて聖職者のように固い襞襟を身につけて威儀を正していた。
これは、ワインが教会の祭祀に使われる重要な物品であるがゆえに、ワイン作りの職人もある程度尊重され裕福であったためである。
町に住む職人たちの衣装も互いによく似ていたが、職業ごとに多少の差異がある。
職工は短いプールポアンにブリーチェスを穿いてエプロンを締め、円錐型の帽子を被っていた。
靴屋も格好に大差はないものの、黒い革靴がトレードマークで、外出するときにはジュストコルを着ていた。
肉屋は、シュミーズの袖をまくり、力仕事に耐える袖のない革のプールポアンを着ているのが特徴的だった。
パン屋は、粉で汚れないように袖の短いシュミーズを着てエプロンを締め、髪を覆う帽子を被っていた。17世紀も末になると、清潔感のある白いエプロンがトレードマークになる。
17世紀には、さびれた農村から街に職を求める人夫という職業が登場する。
戸外での作業の寒さをしのぐベルトつきのコートに長い中着、膝を覆わない程度の短いブリーチェス、フェルト帽と踝丈の革靴に作業で出る小石などを入れておくためのバスケットを常に携帯していた。

### 上流市民の服装
1630年代頃から、男子服の流行の先端は新興国オランダの富裕市民にあった。
このころのファッションリーダーである裕福なオランダ市民の身なりは、レンブラントの『夜警』の市民隊の衣装を見るとよくわかる。
堅かった襟は柔らかく肩に広がり、帽子はつばが広い柔らかな物を長髪の上に被り、プールポアンと膝下までのゆったりしたズボンをブーツと合わせている。
スペインモード同様、オランダモードも黒や深紅が中心的であったが、前世紀の濃く重い色合いに代わって、淡い青、淡い赤、淡い緑、薄い黄などパステル調の色や煙ったような色合いが人気を博すようになった。
また、アグリッパ・ドゥビニエによれば、17世紀初め「修道女の腹」「陽気な未亡人」「病気のスペイン人」「毒殺された猿」「便秘の女」「疱瘡色」などの奇を衒った色名が流行していた。
これらは淡いピンクや濁った黄褐色から緑がかった鈍い黄色というこれまでほとんど衣服に使われなかった色合いである。
1635年ごろから農民が着ていたジャケット型の衣服がモードの世界に現れ始める。
男子服の上着の丈やズボンの股上はこのころだんだん短くなっていき、若い裕福な男性は肌着であるシュミーズやドロワーズの一部が見えた状態で街を歩くのが当たり前になった。
ルイ14世の親政が始まった1661年に発表されたモリエールの『亭主学校』には、堅物のスガレナル青年が流行の服装に目がない派手好きの兄を諌める一幕がある。
堅実な弟は腹を完全に覆うプールポアンにぴったりしたオードショースを穿いているが、兄は小さな帽子を被り長い金髪の鬘を身につけ、腹部を覆わない短いプールポアンに、シュミーズからジャボ（襟もとの襞飾り）を椅子に掛けた状態でテーブルにつくほど長く垂らし、派手なレースのカフスとカノン（膝飾り）の揃い。
さらにペティコートを穿いているではないかと弟を呆れさせている。
これは、1650年代ごろから流行していたベルギーフランドル地方に由来する「ラングラーヴ」という一見したところスカートに見える幅の広い半ズボンであろう。
完全にスカート型をしたものであったという説もあるが、サミュエル・ピープスが日記に街の笑い話として「ペティコート・ブリッチズ（ラングラーヴの英名）の片方の筒に両脚を通したまま、まる一日気付かなかった男」の噂話を書き留めていることからも現代のキュロットスカートに近い形のものと考えた方がよさそうである。
ラングラーヴの裾や腰には、色好みや優男を意味する「ギャラント」と呼ばれるリボン束をたっぷりと飾っていたのでますます女性的に見えた。
1656年頃には、流行の衣服上下一式には500～600のリボン結びがついていて、300エレ（２メートル弱）の長さのリボンを買っても必要な数には足りないと言われている。
1680年代には流行が下火となったようで、1682年の『メルキュール・ギャラン』には「ラングラーヴとカノンには我慢がならない』と非難されている。
17世紀には、カールした長い金髪の鬘は富裕市民層の若者に「獅子のように雄々しい外観を与える」と2000フラン～3000フランと言う高値にもかかわらず非常に人気があった。
また、金髪以外の生まれつきの髪も長く伸ばして思い思いにヘアセットすることが流行した。
長髪が一般に流行したために、1650年代には肩を覆うほど広かった飾り襟が、首元が詰まって幅が狭く胸元まで垂らすタイプになっている。
このタイプの飾り襟は後にクラヴァット（ネクタイの原型となったスカーフの一種）に移行した。
サミュエル・ピープスは1662年10月11日の日記に、市場で自分が身につける男物の90シリングのクラヴァットと妻へ贈る女物の45シリングのクラヴァットを購入したと記している。
1681年のフランスのファッション誌『メルキュール・ド・フランス』では、レースのクラヴァットとカフスはセットで購入するものとされており、合わせて50ルイドール前後が相場であったらしい。
ルイ13世の親政の頃には、髪の薄かったルイ13世が宮廷の正装に鬘を持ちこんだのと同時に、長い髪をカールさせたり編んだりした「カドネット」という髪型にリボンや宝石を飾った「ファビュール」というファッションも流行した。
この装飾過多な髪型はルイ13世の同母弟で、ガストン・ジャン・バティストが彼を慕う貴婦人からの捧げものを髪に飾ったのが宮廷での流行の発端とされている。
男性が愛の証として恋人から贈られたリボンを髪に結ぶ風習は、もともと農村や町の若者の間から起こったもので、ドイツでは、恋人から贈られたものと偽って自分で買い込んだリボンを髪に結ぶ見栄っ張りの男を馬鹿にする民謡が伝わっている。
裕福な市民の若者には、鏝で巻いた巻き毛を垂らしたもののほかに頭全体をふわふわとした巻き毛で覆った「プードル頭」が流行している。
モリエールによって1668年に発表された『守銭奴』では、裕福な老人が息子の鬘と髪のリボンの値段を見積もって20ピストールはすると非難しているが、当時の富裕市民層の若者にとってはこの位の値段の鬘が相場であったのだろう。
一方、役所や裁判所に勤める者たちは、威儀を正すためスペイン風の堅苦しい恰好をしなければならなかった。
ドイツでは18世紀の末まで、役人が襞襟を身に着けていたという。
スペインの影響が強かったベルギーやオーストリアでは、宮廷を中心により広い層にスペイン風の衣装は長く着用されていた。
ただし、スペイン本土でも余りに不便であった襞襟の改良はされており、当時主に着用された飾り襟は皿を意味する「ゴリーリャ」という襞を畳まないリンネルを糊で皿型に張った小さく低いものである。
17世紀末期には、ルイ13世が宮廷中に着用させ、ルイ14世がたっぷりした巻き毛を大きく盛り上げる形に改良した男性用かつら「アロンジュ」を聖職者や裁判官も着用することとなった。
特に裁判官が威儀を正すためかつらを身につける習慣は現代まで生き残っている。
聖職者の場合、カトリックの重要な儀式である塗油の儀のためにかつらを外さないで済むように、頭頂部に切れ込みや窓を作って儀式の際だけ開くように工夫していた。

### 上流階級の服装
宮廷では、スペイン風の服装が日常着から廃れてからも長く正装としてスペイン風の服装が使われていた。
1688年にナポリからウィーンに派遣された使節が、宮廷内ではスペイン風の服装をいまだに着用していると証言している。
靴下は綿ニットのものを重ねて使うことが多くなっていて、1613年のラトランド伯の財産目録には肉色（ピンク）、緑、灰色、銀色、黒のストッキングを所持しているとある。
しかし、宮廷の儀礼やミサ以外では日常の衣服はもちろん舞踏会など貴族同士の社交の場でも、上流市民の項目で紹介したようなより軽快な格好が当たり前であった。
1675年のモリエールの喜劇「ドン・ジュアン」では、水に落ちた貴族ドン・ジュアンを助けた農民が彼の服装に仰天している一幕がある。
ドン・ジュアンの服装は、大きく膨らんだアロンジュ鬘に、農民のものの二倍近く膨らんだシュミーズの袖、人間二人が入れるほどの広幅のズボン「ラングラーヴ」、低い襟のついたプールポアンは腹を覆わないほど短い上に袖がなく、長い「クラヴァット」を締めているとある。
しかも、レースのカフスと膝飾り「カノン」を身につけ、いたるところにリボンの束をくくりつけている。
このリボンの束は1690年代ごろまで流行し、伊達男という意味の「ギャラント」と呼ばれている。
色は自分の好みのものを使うほか、家に代々伝わる騎馬試合での色や、意中の貴婦人の好む色などを身に付けた。
プールポアンが極端に短くなると、体が冷えるのが防ぐために室内においては豪華な生地で仕立てた長袖で丈の長いジャケット「ヴェスト」を着た。
ヴェストは後に、外套の下に着る中着として定着した。
17世紀後期には、部屋着として「アンディエンヌ」と呼ばれたインド更紗のガウンが流行。
モリエールの『町人貴族』では、貴族にあこがれる成り金が緑のカミソルと赤いビロードのズボンという派手な格好の上に「貴族の間に流行している」という理由で高価なアンディエンヌの部屋着をわざわざ仕立てさせる場面がある。
上着として兵士が着ていた「カザック」というコートを洗練させ、腰にぴったりした服を意味する「ジュストコール」と呼んで着た。
これは膝丈のジャケットの背と脇にダーツを入れて腰を絞り、裾の両脇に襠をいれて裾広がりにしたものだった。
乗馬のために、背中には現在の背広のセンターヴェンツと同じような背割が入り、袖口は漏斗型に広がっていて大きく折り返し、しばしばモールで装飾された。
17世紀から頻繁にファッション界に登場するようになったモールは、トルコ軍の階級章であったものがトルコに縁が深いイタリア経由で大いに流行した最新ファッションであった。
この宮廷での華やかな衣装にはクラヴァットというスカーフのようなものを巻いた。
これは、幅30ｃｍで長さは１ｍほどの白麻やモスリンの布で、後に２ｍほどまで長さが伸びた。
1660年に靴屋がボルドーの視察に訪れたルイ14世に、爪先が四角く踵が赤色のハイヒールを献上したところ、王にたいへん気に入られて宮廷で必ず身に付けるようになった。
貴族男性は王の好みを真似、贅沢な服装をする上流市民に対して踵の赤いハイヒールを履くことを貴族のみの特権として宣言した。

## 女子の服飾
女子の衣服の改良は、男子に十年ほど遅れて1630年代に徐々に進んでいく。
まず衰退したのが大仰なスカート枠と胴体を締めつけるコルセットであったが、当時の女性達はスカート枠で大きく広がったスカートが急にしぼんでしまうことに慣れなかったためか、過渡的に浮き輪型の腰当てを当てたり最上部のスカートを腰までたくしあげるファッションが見られるようになっている。
やがて、スカートのボリュームは、刺繍を施すなどした豪華なジュップ（アンダースカート）を三枚重ねにすることで保たれるようになった。
その上から着るローブはボディスと引き裾の付いたオーバースカートが一体化したものだが、胸の膨らみを隠すスペインファッションの反動なのか、透けるローン布のフィシュ（スカーフ）で覆うものの乳首のすぐ上まで台形に襟ぐりを開けるようになっていく。
靴も男性の履く動きやすいブーツに対応するかのように、スリップオン式（ローファーのように、足の甲を紐やボタンやバックルで固定しない足を滑り込ませるように履く靴）の「パントゥフル」というものが流行した。
1650年代にはボディスの中に葦を入れて仕立てて体型を補正するコール・バレネが登場し、袖も七分丈程度に短くなって「アンガジャント」というレースを重ねたカフスで飾り、ジュップも二枚重ねが主流となった。
男子の襞襟が、いまだスペインファッションが流行していた1620年代から糊づけをやめる者が出るなど早くに廃れたのとは対照的に、女子のフレーズは1660年代まで生き延び、最末期には巨大化する風潮まで見られた。
男性がふくらはぎに詰め物までして脚線美を誇っていた頃、貴婦人もいったんは下火になっていたコルセットを使って腰を細く胸をより豊かに見せようとした。
1667年には従来のタイユール（仕立屋）ギルドから、クチュリエール（婦人服仕立屋）ギルドが分立し、婦人服の専門家が出現。
貴婦人達は気紛れな流行の変化にますます没頭した。
しかし、クチュリエールが密室で肌も露わな貴婦人に触れることが風紀を乱すという懸念から、1675年には女性によるクチュリエールのギルドが国から認可を受ける。
女性の婦人服職人は、まず重く堅苦しいコルセットの軽量化を図り、貴婦人達の友人として存分に腕をふるった。

### 庶民の服装
農婦は白麻の小さなボンネットやスカーフ、麦わら帽子を被り、安い毛織の長袖のボディスとスカートやワンピースの上にオーバースカートを着てエプロンを締めている。
長袖のボディスの上から袖のないボディスやジャケット風の上着を身に付けている者もいるが、一様に飾り気のない黒いローファーのような靴を履いている。
市民の間にオランダファッションが流行した1650年代前後の一般の女性の服装は当時の風俗画家フェルメールやヤン・ステーンの作品などに見られる。
よく見受けられる色は、淡い黄色を中心に淡い赤や水色、褐色、それに濃い青である。
濃い青色はかつては王家の象徴とされるほど高価であったが、簡単に濃く鮮やかな青色が染められるインド藍の輸入が始まると1640年代後半には従来の淡い青しか出せないヨーロッパタイセイは駆逐されてしまった。
女中は働きやすい地味な黒いワンピースに襟の詰まった白い小さな襟をつけており、上流市民の女性が大きく胸元を開けているのとは好対照である。
ルイ14世治下のフランスで絹や木綿布の生産が軌道に乗ると、上流階級への商品に仕立てる素材を取り分けた後の品質の悪い絹や木綿が出てきた。
これを薄い布地に織りあげて庶民用に売りだしたところ、庶民の女性に大変な人気を呼んだ。
こうした布地はたいてい灰色がかった色をしていたのでグリゼットと呼ばれたが、こうした身分の低い女性をややあざけって呼ぶときに「グリゼット娘ども」といういい方がされることがあった。

### 上流市民の服装
1640年代には、長手袋とマフが登場する。
市民の間にオランダファッションが流行した1650年代前後の一般の女性の服装は当時の風俗画家フェルメールやヤン・ステーンの作品などに見られる。
よく見受けられる色は、淡い黄色を中心に淡い赤や水色など軽やかな色合いである。
スカートに枠はなくなり床に引きずり、コルセットで胴体全体を締めつけることもなくなったため全体のシルエットは16世紀よりふくよかに見える。
布地も重厚で豪華なブロケードよりも、つやつやとして軽やかなサテンに人気が集まった。
スカートがゆるやかに広がっているのは三枚のジュップ（アンダースカート）を重ねているからであり、フランスでは上から「ラ・モデスト（つつしみ）」「ラ・フリポンヌ（おてんば）」「ラ・スクレット（秘密）」とそれぞれ違う名で呼んでいた。
胴体を締めつけなくなったために胸のふくらみが復活し、襟ぐりを台形に広く開けて胸元を見せるようになった。
袖は17世紀前半に流行したメディチスリーブに代表される詰め物をして膨らみをいくつも作った動きづらいものではなく、七分丈程度でややゆとりのある長袖が普通であった。
上着として尻を覆うくらいの丈をしたゆったりした上着を着ることもあったが、たいてい毛皮の縁が付けられていた。
フェルメールの財産目録には、モデルに着せるためのと思われる「黄色いサテンのテンの毛皮縁の上着」が残されており当時の流行を反映した風俗画のために画家が購入したものと思われる。
部屋着としては、オランダでは「ヤポン」という着物風のガウン（時には非常に裕福な婦人が日本から取り寄せる本物の和服をはおることもあった）が特に富裕な上流市民に流行していた。
外国風趣味の物珍しさと富の誇示に加え、いまだに高価であった上質の絹をガウンとして着用する最高のぜいたくであった。
日本と交易ができないイギリスやフランスでは、上流階級の人々が似たようなガウンをインド更紗で仕立て、生地を「アンディエンヌ」と呼んだ。
髪は耳の横で巻き毛にして、後ろ髪を三つ編みにしてから頭の上でシニヨンに結った。
1672年に、イギリスから欧州に旅行した上流市民の若者に同行した家庭教師から、若者の伯母へパリの流行を書き送った手紙がある。
「胸衣とコルセットは白や褐色のタフタに黒などで花模様の刺繍をしています。白と黒だけの衣装でも白や銀のスカートを着ると、美しく誠実に見えます。アンダースカートは下に穿いているものが覗くように重ねるか、レースで縁を付けています。」
これはイギリスの女性がパリの最新流行をいち早く知るために、甥の家庭教師に報告を頼んだもので、そうした背景があるためにかなり細かく正確に当時の流行を描写していると考えられる。
胸衣とはピエスデストマと呼ばれるコルセットを覆う三角の布地のことで、当時はローブ（いわゆるドレス。ワンピース型に見えるが上下が分かれておりスカートをホックで上衣の内側に留めている）の襟ぐりからへそにかけてが大きく三角形に開いており、その開いた部分を紐で締めあげた後ろに差し込んで使った。
リボン飾りを付けたりレースで装飾するのが流行していたが、18世紀にはローブに最初から縫いつけられるようになっていく。
17世紀後期にコルセットは復権したが、胴体全体を締めつけるものではなく乳房を持ちあげて胸を強調するような形に変わっていた。
前をひも締めするコルセットは庶民の女性が広く用いたが、華やかな飾り結びをつけると中流以上の人にも流行し「グルガンディーヌ（尻軽女）」という冗談めいた名で呼ばれた。

### 上流階級の服装
1660年代までの流行は上の項目で述べたものとあまり変わらない。
むしろ、宮廷の女性の方が儀礼や典礼や身分の違いの表現や礼儀などの堅苦しい問題で前時代的な恰好をしていた。
ルイ14世親政開始から王の愛人や女友達が社交を主催するサロン文化が隆盛し、ファッションはより華やかになる。
モール・黒いレース・リボンの段飾り・造花・黒玉・七宝焼きを施した美しいボタンなどが流行し、縞や波紋模様を織りだした絹のローブの上からレースや薄絹のローブをまとうような贅沢も見られた。
1667年にセヴィニエ夫人は、王の愛人であるモンテスパン夫人の金襴のローブの上にレースのローブを着るという豪勢な装いに驚き、娘にその感激を書き送っている。
セヴィニエ夫人は1676年にも、やはりレースの服とダイヤの耳飾りにたくさんの真珠を身に付けたモンテスパン夫人の豪華な姿に感激している。
モンテスパン夫人の権勢はすさまじく、彼女を快く思わない人は、王の子を次々と懐胎していた彼女が突き出た腹を隠すためにコルセットもつけないネグリジェ（当時のネグリジェは部屋着や街着も含む）である「ローブ・ド・シャンブル」（インド更紗や薄絹でつくるゆるやかなワンピース風ローブ）を宮廷中に流行させたのだと苦々しく噂した。
1680年には王の新しい愛人のフォンタンジュ嬢が考案した、頭の上で髪をまとめるヘアスタイルが流行した。
このヘアスタイルは年ごとに細かく流行が分かれ、1685年には扇の形に整えたリボンと針金で立てたレース飾りを飾るスタイルがフランスのみならずヨーロッパ大陸全土に流行した。1687年には三つの蝶結びで立てたレースを分けるようになり、1688年にはレース飾りはぴったりと結い上げた髪に寄せてリボン束を飾るようになった。